# Simosthenurus

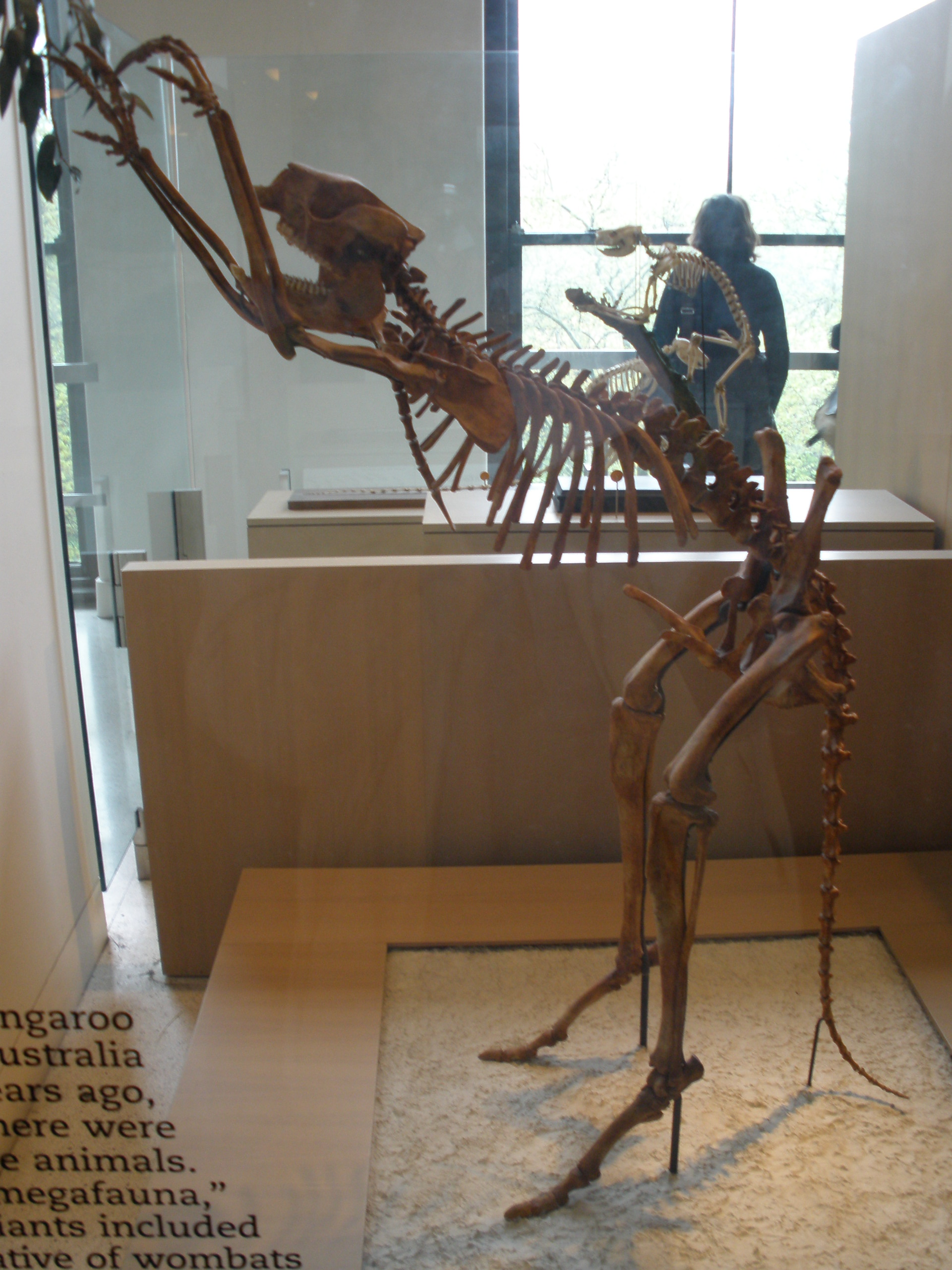
Simosthenurus occidentalis

Simosthenurus és un gènere de macropòdid megafaunal que visqué a Austràlia durant el Plistocè. Les espècies d'aquest gènere eren grosses: Simosthenurus occidentalis pesava més de 118 kg.